# Seksueel geweld in de Hebreeuwse Bijbel
De Hebreeuwse Bijbel (ook wel Tanach of Oude Testament genoemd) bevat een aantal verwijzingen naar verkrachting en andere vormen van seksueel geweld, zowel in de Wet van Mozes als in de historische boeken en de profetische poëzie.

## Onderzoeksgeschiedenis
Tot diep in de 20e eeuw hebben de meeste vertalers en commentatoren geen enkele tekst in de Hebreeuwse Bijbel aangemerkt alsof ze seksueel gewelddadige handelingen (zoals verkrachting) bevatten, dat wil zeggen, seksuele handelingen die worden uitgevoerd zonder consent van beide deelnemers. Sommige narratieven zoals die van Simson en Delila (Rechters 16) en Sichem en Dina (Genesis 34) werden zelfs geïnterpreteerd als liefdesverhalen (bijvoorbeeld over schaking) in plaats van verkrachtingsverhalen.:19 Een voorbeeld van een zeldzame uitzondering hierop is een bewering van Thomas Paine, die in The Age of Reason (1795) beweerde dat Mozes in Numeri 31 de Israëlieten beval om alle Midjanieten te doden behalve de maagdelijke meisjes, die ze voor zichzelf mochten houden om er in Paines woorden debauchery ('zedeloosheid, ontucht') mee te plegen: "Onder de verfoeilijke schurken die in welke periode van de wereld dan ook de naam van de mensheid te schande zouden hebben gemaakt, is het onmogelijk om een grotere te vinden dan Mozes, als dit verhaal waar is. Hier staat een bevel om de jongens af te slachten, de moeders uit te moorden en met de dochters ontucht te plegen". In An Apology for the Bible (1796) probeerde Richard Watson, de bisschop van Llandaff, Paines argumenten te weerleggen: "Ik zie in deze passage niets dan goed beleid, in combinatie met mededogen. (...) De meisjes werden niet voorbehouden om er ontucht mee te plegen, maar voor slavernij." Hoe dan ook, Paine richtte zich niet zozeer op seksueel geweld, maar bekritiseerde christelijke ethiek in het algemeen. Johannes Pedersens werk Israel, Its Life and Culture (1926–1940, oorspronkelijk in het Deens), dat vaak door wetenschappers wordt geciteerd voor informatie over de seksuele moraal onder de Israëlieten, rept nergens over verkrachting, alleen maar 'verboden gradaties van relaties'. Verscheidene Bijbelpassages die later breed erkend zijn als 'verkrachtingsteksten' werden door Pedersen 'ongepaste huwelijksarrangementen' genoemd.:21–22
Pas in de late jaren 1970, ten tijde van de tweede feministische golf die de antiverkrachtingsbeweging op gang bracht, bereikten feministische onderzoekers de consensus dat sommige teksten in de Hebreeuwse Bijbel verwezen naar verkrachting; zo werden de verhalen over de bijvrouw van de Leviet en de Benjaminitische maagdenroof in Jabes-Gilead en Silo (Rechters 19–21) als groepsverkrachtingen erkend.:19–20, 25 Ze waren het aanvankelijk echter nog niet eens over de vraag of sommige narratieven zoals Dina (Genesis 34) en Hagar seksueel geweld beschreven of niet.:19–20 Enkele van de bekendste werken uit deze ontstaansperiode van de Bijbelse verkrachtingsliteratuur waren::33–38
- Phyllis Trible, Texts of Terror: literary-feminist readings of Biblical narratives (1984), de eerste feministische wetenschappelijke publicatie waarin werd gesteld dat Hagar (Genesis 16; 21), Tamar (2 Samuel 13) en de bijvrouw van de Leviet (Rechters 19) verkrachtingsnarratieven waren.
- J. Cheryl Exum, Fragmented Women: Feminist (Sub)versions of Biblical Narratives (1993) over de vrouw-zus-verhalen in Genesis 12, 20 en 26, Dina (Genesis 34), Simson en Delila (Rechters 16), de bijvrouw van de Leviet (Rechters 19) en Batseba en Koning David (2 Samuel 11) als verkrachtingsverhalen.
- Renita J. Weems, Battered Love: Marriage, Sex, and Violence in the Hebrew Prophets (1995) over seksueel geweld in huwelijksmetaforen in de profetische boeken Hosea, Jeremia en Ezechiël.
- Jonathan Kirsch, The Harlot by the Side of the Road: Forbidden Tales of the Bible (1997) over de dochters van Lot (Genesis 19), Dina (Genesis 34) en Tamar (2 Samuel 13) als drie verkrachtingsverhalen.

Met betrekking tot de houding die de Hebreeuwse Bijbel aanneemt ten opzichte van verkrachting, met name de sekswetten in hoofdstukken 20 tot en met 22 in Deuteronomium, zijn er twee scholen ontstaan. In het ene kamp zijn er wetenschappers te vinden zoals Richard Elliott Friedman en Shawna Dolansky, die in The Bible Now (2011) schreven: "Wat boven twijfel zou moeten staan is de Bijbelse opvatting over verkrachting: het is vreselijk. Het wordt afgekeurd in de verhalen van de Bijbel. Het wordt niet getolereerd in de wetten van de Bijbel." In het andere kamp verkeren wetenschappers zoals Harold C. Washington, die in "'Lest he die in the battle and another man take her': Violence and the construction of gender in the laws of Deuteronomy 20–22" (1998) concludeerde: "De wetten verbieden seksueel geweld niet; in plaats daarvan bepalen ze slechts onder welke voorwaarden een man verkrachting mag plegen."

## Terminologie
Wetenschappers zoals Susanne Scholz (2021) hebben erop gewezen dat de betekenis van woorden in de Hebreeuwse Bijbel altijd afhankelijk is van hun context en dat Bijbelvertalers of commentatoren termen vaak verkeerd interpreteren, belangrijke nuances missen of eufemismen gebruiken om seksueel geweld te beschrijven. Zelfs in hedendaags Engels duidt het werkwoord to rape niet per se altijd op seksueel geweld, maar kan metaforisch gebruikt worden bij een beschrijving van een zeer onplezierige maar niet-seksuele ervaring waaraan men wordt onderworpen.:211 Zo zal een Hebreeuws werkwoord zoals עָנָה anah meestal 'verkrachten' of 'seksueel dwingen/mishandelen' betekenen, maar in sommige niet-seksuele contexten kan het beter vertaald worden als 'onderdrukken', 'verzwakken' enzovoort. Omgekeerd kunnen woorden die normaal gesproken niet seksueel zijn gebruikt worden om iets seksueels uit te drukken; een werkwoord zoals עָשַׁק 'āšaq betekent doorgaans 'verpletteren, verwoesten, onderdrukken', maar in een bepaald Bijbelvers (Jesaja 23:12) betekent het misschien eigenlijk 'verkrachten' in combinatie met de term 'maagdelijke dochter', omdat die laatste een speciale seksuele betekenis heeft.:235 Klassiek Hebreeuws zit ook vol seksuele volkstaal en eufemismen die voor moderne lezers misschien moeilijk te begrijpen zijn. 'Liggen met', 'kennen', 'komen naar' en 'de schaamdelen ontbloten van' zijn enkele voorbeelden van werkwoorden die in bepaalde contexten 'seks hebben met' betekenen. Zulke frasen impliceren niet per se dat de ene persoon de ander tot seks dwingt; het zou ook consensuele seks kunnen beschrijven. Maar met name als de context van het narratief vormen van dwang (zoals geweld en intimidatie) jegens iemand toevoegt, of beweert dat dit als 'straf' dient, dan wordt 'verkrachten' een plausibele vertaling. Eveneens kunnen zelfstandige naamwoorden zoals 'rokjes', 'naaktheid' en 'schaamte' eufemismen zijn voor 'vrouwelijke genitaliën'.:233

### Werkwoorden die 'verkrachten' of 'seks hebben' kunnen betekenen
- עִנָה inah[7] = (expliciet) verkrachten, [seksueel] dwingen, verontreinigen, schenden, onteren, mishandelen, kwellen, vernederen, onderdrukken, onderwerpen, verzwakken.[8] Betekent waarschijnlijk 'verkrachten' in Rechters 20:5[noot 1] en 2 Samuel 13:14.[noot 2]
- עָשַׁק 'āšaq = verpletteren, verwoesten, onderdrukken, (+ maagd) verkrachten? (Jesaja 23:12)[1][9]
- בּוֹא bô = komen naar, (eufemisme) seks hebben met, binnengaan, (ergens iets) insteken/invoegen, brengen (naar), gaan, ondergaan (de zon)[10]
- גָּלָה gālâ = (naaktheid/schaamdelen) ontbloten, (kleren) uitkleden/uittrekken/uitscheuren/afscheuren, (impliciet) verkrachten[1][11]
- נָבֵל nābal (pi'el) = (expliciet) seksueel mishandelen,[1] onteren, vernederen, laag maken, met minachting behandelen, te schande maken, tot schande strekken[12]
- פִּתָה pitâ, pithah[13] = lokken, verleiden, overhalen, misleiden, voor de gek houden, vleien? (Spreuken 20:19), overwinnen? (Ezechiël 14:9), verlokken? (Hosea 2:14), (in pi'el (voegt dwang toe)) seksueel dwingen/opdringen? (Rechters 14:15, Rechters 16:5, Hosea 2:14)[1]:119–120[14]
  - soms gecombineerd met חָזַק ḥāzaq, chazaq = sterk(er) zijn, sterk/machtig worden, overwinnen/overvallen, (vast)grijpen/vangen, vasthouden/arresteren, versterken/verharden (zichzelf, iemand anders of een voorwerp, bijvoorbeeld het hart van de farao in Exodus 4–14), repareren/versterken (een verdedigingswerk, 2 Koningen 12, 2 Kronieken 11;24;26, Nehemia), moedig zijn, aanmoedigen/overhalen.[15] Onderzoekers twisten over de vraag of de combinatie van פָּתָה pātâ en חָזַק ḥāzaq, bijvoorbeeld in Jeremia 20:7, moet worden opgevat als verkrachting of niet.[1]:237–240
- רָאָה rā'â = zien (ontblote genitaliën),[16] (impliciet) verkrachten[1]
- שָׁגַל šāgal = (vulgair) (ont)roven/ontvoeren/wegvoeren, verkrachten, schenden (eufemistische vertaling) liggen met, slapen met, beslapen (Deuteronomium 28:30, Jesaja 13:16, Jeremia 3:2, Zacharia 14:2)[1][17]
- שָׁכַב šākab = (gaan) liggen, slapen, (eufemisme) liggen/slapen met, naar bed gaan met, (+ dwang) verkrachten (bijvoorbeeld in Genesis 34:7, Rechters 19–21 en 2 Samuel 13:12).[1][18]
- סוּר sur = (kleren of andere voorwerpen) verwijderen/uittrekken, wegnemen/wegleggen, onthoofden, (af)scheiden, wegkeren/afkeren (of: afwijzen, weigeren), terugtrekken/intrekken, vertrekken/weggaan[19]
- טָמֵא tame = (passief) onrein worden, onrein verklaard worden, (actief, passief of wederkerig) (iemand, zichzelf) verontreinigen / verontreinigd worden, (impliciet) onrechtmatige seks hebben met iemand / onderworpen worden aan onrechtmatige seks door iemand (door verleiding of verkrachting)[20]
- תָּפַשׂ tāphaś = (mee)nemen, vangen, innemen/veroveren, grijpen/graaien, vastgrijpen/vastpakken, in handen krijgen, arresteren/tegenhouden, bezetten, ontheiligen/schenden/misbruiken, (een voorwerp) hanteren/vasthouden/bespelen[21]
- צָחַק tsachaq = (positief) lachen, grapjes maken (over), zich amuseren, strelen / liefde bedrijven / seks hebben (Genesis 26:8),[1] spelen[22]
- יָדַע yada = kennen, (eufemisme) seks(uele omgang) hebben met, (eufemisme) (+ dwang) verkrachten[1][23]
  - soms gecombineerd met מִשְׁכָּב miš-kaḇ ("bed", in de omgangstaal "(gaan) liggen")[24] = (letterlijk) kennen in bed, (oudere Bijbelvertalingen) intiem/vleselijk kennen / kennen door (er)mee te liggen, (moderne Bijbelvertalingen) seks(uele omgang) hebben met (bijvoorbeeld Numeri 31:18, waar de zinsnede 'vrouwenkinderen die geen man in bed hebben gekend' soms simpelweg als 'maagdelijke meisjes' wordt vertaald)[25]
- זָנָה zanah = (pejoratief) zich als een hoer gedragen, voor hoer spelen, hoererij plegen, ontucht plegen, onrechtmatige seks hebben, ontrouw/overspelig zijn, vreemdgaan[26]

### Zelfstandige naamwoorden voor genitaliën
- בָּ֫טֶן beṭen = baarmoeder, buik[1]:231
- עֶרְוָה 'erwâ, ervah = naaktheid, schaamdelen, onbedekt vlees, genitaliën[1]:232
- חֶרְפָּה ḥerpâ, cherpah = schaamte, vagina[1]:232
- מַ֫עַר ma'ar = naaktheid, schaamdelen, genitaliën[1]:233
- פּוֹת pōt = (alleen in Jesaja 3:17, vulgair) kut, (eufemistische vertaling) schaamdelen, voorhoofd/schedel, (alleen in 1 Koningen 7:50) deurschanier[1]:215[27]
- שֹׁ֛בֶל šō-ḇel = rokje (ook eufemisme voor vrouwelijke genitaliën[1]:233)

### Zelfstandige naamwoorden voor vernedering
- נְבָלָה nebalah = verkrachting, schandelijke daad / ding, dwaasheid, wreedheid, gekte[1][28]
- קָלוֹן qālôn = schande, oneer, schaamte[29] (ook eufemisme voor vrouwelijke genitaliën[1]:233)
- רֹ֫אּי roi = (pejoratief) publieke vernedering/blamage, schouwspel, vertoning[30]

## Voorbeelden

### Genesis

#### Genesis 19

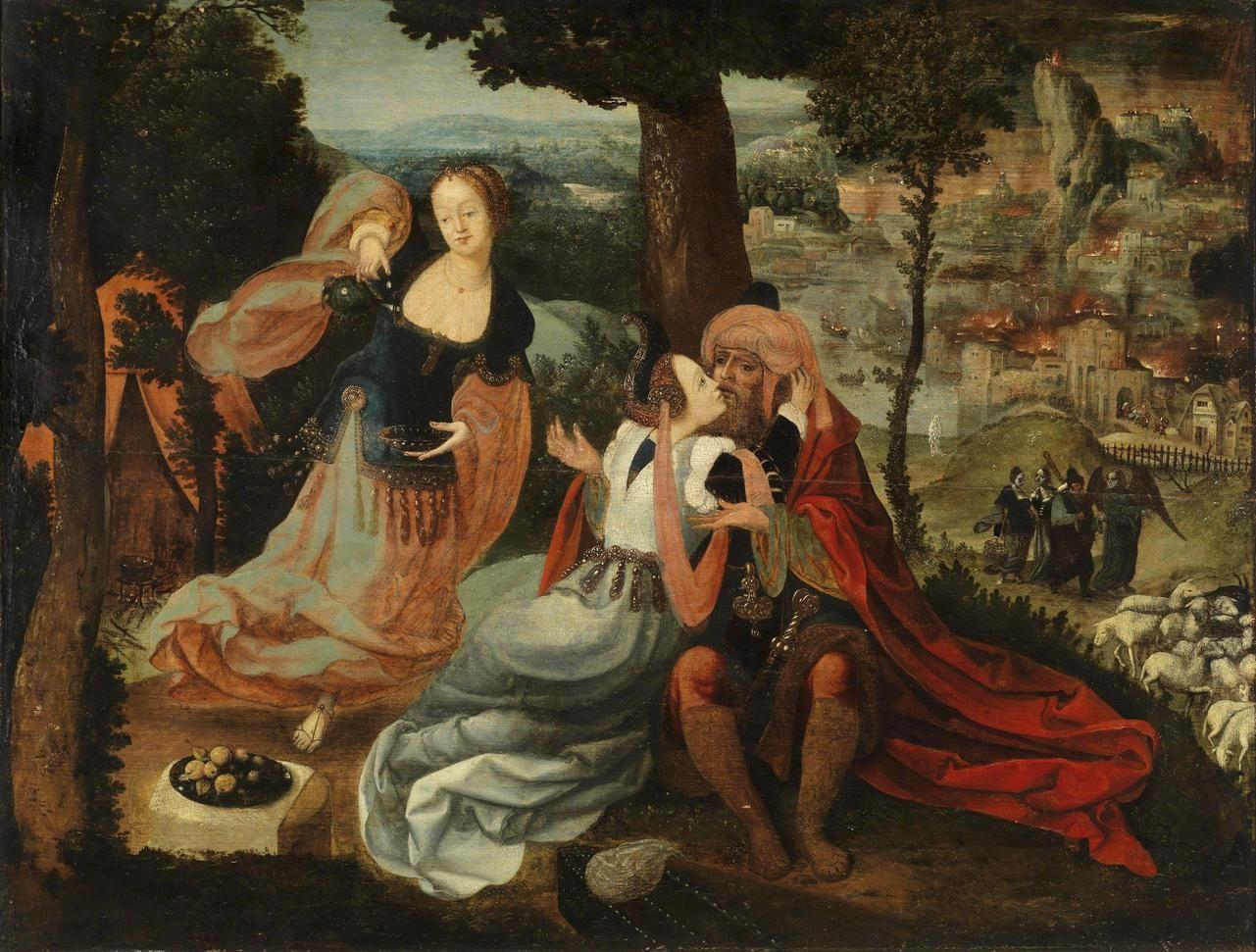
Jan Wellens de Cock, Lot en zijn dochters.

Genesis 19 bevat een poging tot groepsverkrachting. Twee engelen kwamen aan in de stad Sodom, waar Lot hen gastvrij behandelde. Maar de mannen van de stad kwamen naar Lots huis toe en eisten dat hij de twee gasten aan hen zou overhandigen zouden zij hen zouden kunnen verkrachten. Als antwoord zei Lot zoiets kwalijks zijn gasten niet aan te tonen, en bood de meute in plaats daarvan zijn twee maagdelijke dochters aan. De meute weigerde Lots aanbod, maar de engelen troffen hen met blindheid. Vervolgens ontvluchtte Lot met zijn gezin de stad, die door de god Jahweh werd verwoest.
Genesis 19 vertelt daarna dat de dochters van Lot hem dronken voerden en seks met hem hadden. Hieruit werden de eponieme stamvaders van Moab en Ammon geboren, twee stammen die daarna regelmatig terugkerende vijanden van de Israëlieten zouden zijn. Een aantal commentatoren omschrijft de daden van de dochters als verkrachting. Esther Fuchs (2003) suggereerde dat de tekst de dochters van Lot voorstelt als de "initiatiefnemers en plegers van de incestueuze 'verkrachting'."
Gerda Lerner (1986) heeft gesuggereerd dat we kunnen aannemen dat het feit dat de Hebreeuwse Bijbel het vanzelfsprekend vindt dat Lot het recht heeft om zijn dochters ter verkrachting aan te bieden verwijst naar een historische realiteit waarin vaders zo veel macht hadden over hun dochters.

#### Genesis 34
In Genesis 34 had Sichem seks met Dina, maar hoe deze tekst precies vertaald en begrepen moet worden is omstreden. De meeste moderne wetenschappers beweren dat het verkrachting betreft en veel moderne Engelse Bijbels vertalen het ook als 'verkrachtte haar' (of soortgelijke bewoordingen voor seksuele dwang), terwijl sommige vroegere commentatoren ook schaking voorstelden. In Bijbelvertalingen in het Nederlands zijn de woorden וַיְעַנֶּֽהָ way‘annehā al sinds de Delftse Bijbel (1477) bijna altijd vertaald als 'verkrachtte haar' (vercrachte die maget of verkrachtese); alleen de Biestkensbijbel (1560), Deux-Aesbijbel (1562) en Visscherbijbel (1648) maakten er schendese van. Hoewel ook de Statenvertaling (1637) er verkrachtese van maakte, werd het verhaal echter samengevat als geschaeckt ende geschendt.
| Genesis 34:2–3                                                | Genesis 34:2–3 | Genesis 34:2–3 | Genesis 34:2–3 | Genesis 34:2–3 |
| Codex Leningradensis (1008)                                   | Statenvertaling (1637) | Nieuwe Bijbelvertaling 2021 | Susanne Scholz (2014) |                |
| ------------------------------------------------------------- | --- | --- | --- | -------------- |
| וַיַּ֨רְא אֹתָ֜הּ שְׁכֶ֧ם בֶּן־חֲמֹ֛ור הַֽחִוִּ֖י נְשִׂ֣יא הָאָ֑רֶץ וַיִּקַּ֥ח אֹתָ֛הּ וַיִּשְׁכַּ֥ב אֹתָ֖הּ וַיְעַנֶּֽהָ׃ | Sichem nu Hemors des Heviters, des lant-Vorsten sone, sachse: ende hy namse, ende lach by haer, ende verkrachtese.                      | Zij werd opgemerkt door Sichem, een van de zonen van de Chiwwiet Chamor, die over dat gebied heerste. Hij overweldigde en verkrachtte haar.                    | Toen Sichem, de zoon van Chamor de Chiwwiet, de vorst van het gebied, haar zag, greep hij haar, legde hij haar neer en verkrachtte hij haar.    |                |
| וַתִּדְבַּ֣ק נַפְשֹׁ֔ו בְּדִינָ֖ה בַּֽת־יַעֲקֹ֑ב וַיֶּֽאֱהַב֙ אֶת־הַֽנַּעֲרָ֔ וַיְדַבֵּ֖ר עַל־לֵ֥ב הַֽנַּעֲרָֽ׃      | Ende sijne ziele kleefde aen Dina, Iacobs dochter; ende hy hadde de jonge dochter lief, ende sprack nae het herte van de jonge dochter. | Maar omdat hij zich onweerstaanbaar tot Jakobs dochter Dina aangetrokken voelde en verliefd op haar was, deed hij zijn best om het meisje voor zich te winnen. | En hij bleef bij Jakobs dochter Dina / hield Dina vast, hij begeerde de jonge vrouw en hij probeerde haar te kalmeren / tot zwijgen te brengen. |                |

##### Taalkundige analyse
Mary Anna Bader (2006) merkte de tweedeling tussen vers 2 en 3 op en schreef: "Het is voor de moderne lezer vreemd en verontrustend om de werkwoorden 'liefhebben' en 'onteren' naast elkaar te zien, aangezien dezelfde man het onderwerp en dezelfde vrouw het lijdend voorwerp is." Verderop zei ze: "De verteller geeft de lezer geen informatie over Dina's gedachten of gevoelens of haar reacties op wat er is gebeurd. Sichem is niet alleen de focalisator, maar ook de primaire actor. De verteller laat er geen twijfel over bestaan dat Sichem het middelpunt van deze verzen is. Dina is het object (of indirecte object) van Sichems handelingen en verlangens." Frank M. Yamada (2008) betoogde dat de abrupte overgang tussen Genesis 34:2 en 34:3 een verteltechniek was vanwege het feit dat het narratief gefocust was op de mannen, een patroon dat hij ook observeerde in andere verkrachtingsnarratieven, waaraan hij toevoegde dat de reacties van de mannen in een gemengd licht worden afgeschilderd. "De verkrachting van Dina wordt verteld op een manier die suggereert dat er sociale krachten aan het werk zijn, die de aanvankelijke verzegelingsschending ingewikkeld maken en de resulterende mannelijke reacties problematisch maken. […] De abrupte transitie van verkrachting naar huwelijk creëert echter een spanning in het hoofd van de lezer... de onopgeloste kwestie van bestraffing anticipeert de respons van Simeon en Levi."
In tegenstelling tot Bader en Yamad beweerde Scholz (2021) echter dat, hoewel ze een passief lijdend voorwerp is, Dina in plaats van Sichem centraal staat in het verhaal en dat de werkwoorden in vers 3 regelmatig verkeerd vertaald worden. דָּבַק dabaq wordt vaak vertaald als '(iemand) liefhebben' of 'houden van (iemand)', maar wordt nergens anders in de Hebreeuwse Bijbel zo vertaald; op andere plaatsen is het 'niet van (iemands) zijde wijken' (Ruth 1:14 NBV21), 'bij (iemand) blijven' (Ruth 2:23 NBV21), 'dichtbij (iemand) blijven' (Psalm 101:3 A. A. Anderson), 'zorgen dat (erfelijk bezit) binnen de eigen stam blijft' (Numeri 36:7,9 NBV21) of 'iets (in bezit) (vast)houden' volgens Wilhelm Gesenius. Scholz concludeerde: '..."liefhebben" of "houden van" is volkomen ontoereikend. Een betere vertaling benadrukt ruimtelijke nabijheid: "Sichem bleef bij Dina" of "Sichem hield Dina vast," in de zin dat hij haar niet liet gaan.':53–54 In de gegeven context is het middelste werkwoord אָהַב aheb beter te vertalen als '(iemand) begeren' of 'verlangen naar (iemand)' in plaats van '(iemand) liefhebben' of 'houden van (iemand)', omdat dit gevoel eerder seksueel dan romantisch is en volkomen eenzijdig uitgaat van een beheersend subject tot een seksueel gedwongen object.:54–55 Het derde werkwoord is onderdeel van een frase, וַיְדַבֵּ֖ר עַל־לֵ֥ב הַֽנַּעֲרָֽ׃ way-ḏab-bêr ‘al-lêḇ han-na-‘ă-rā, die letterlijk betekent "en hij sprak tot het hart van de jonge vrouw". Hoewel veel vertalingen hiervan maken "hij probeerde het meisje voor zich te winnen", volgde Scholz de uitleg van Georg Fischer (1984), die opmerkte dat dezelfde frase in de Hebreeuwse Bijbel altijd voorkomt als "de situatie verkeerd of moeilijk is, of als er gevaar in de lucht hangt", en moet worden begrepen als "proberen een negatieve mening te weerspreken" of "iemand van gedachten veranderen." Derhalve betoogde Scholz dat Sichem probeerde Dina te kalmeren nadat hij haar had verkracht en haar negatieve mening probeerde te veranderen door met haar te praten; zodoende vatte zij het laatste deel van vers 3 op als: 'Hij probeerde de jonge vrouw te kalmeren / tot zwijgen te brengen.':55–56

##### Historisch-ethische analyse

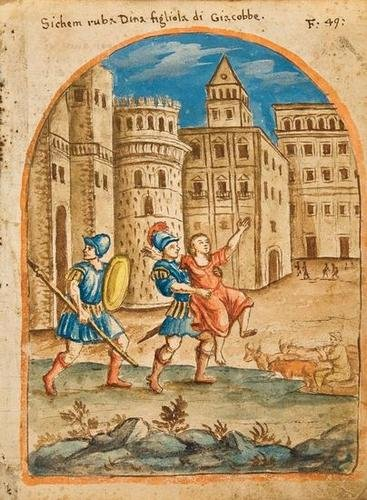
Sichem grijpt Dina. Italiaanse artiest, 17e eeuw

Sichems verkrachting van Dina in Genesis 34 wordt in de tekst zelf omschreven als "iets dat voor Israëlieten een schandelijk en ontoelaatbaar vergrijp is." (NBV21). Susanne Scholz (2000) schreef: 'De wraak van de broers toont echter ook hun conflicterende opvattingen over vrouwen aan. Enerzijds verdedigen zij hun zus. Anderzijds aarzelen ze niet om andere vrouwen gevangen te nemen alsof deze vrouwen hun oorlogsbuit zijn. Het verband tussen de verkrachting en de resulterende wraak maakt duidelijk dat er geen eenvoudige oplossingen waren om verkrachters en naar verkrachting neigend gedrag tegen te houden. In dat opzicht nodigt Genesis 34 contemporaine lezers uit om de prevalentie van verkrachting te bespreken door het metaforische taalgebruik van een verhaal." In een ander werk schreef Scholz (2010): "Gedurende de uitgebreide interpretatiegeschiedenis hebben joodse en christelijke exegeten Dina doorgaans genegeerd. […] in veel interpretaties is de broedermoord het criminele moment en in recentere jaren hebben sommige onderzoekers expliciet betoogd tegen de mogelijkheid dat Sichem Dina verkracht. Zij houden vol dat Sichems liefde en huwelijksaanzoek niet overeenkomen met het 'wetenschappelijk gedocumenteerde gedrag van een verkrachter'." Scholz (2000) betoogde dat Dina's zwijgen niet betekent dat ze ermee instemde: "De literaire analyse heeft echter aangetoond dat Dina ondanks dit zwijgen in het hele verhaal aanwezig is. Alles gebeurt zelfs vanwege haar. Geïnformeerd door feministische studie heeft deze lezing haar expliciete commentaar niet eens nodig."
Rabbijn en wetenschapper Burton Visotzky (2010) stelde dat het verhaal een trouw-je-verkrachter-regel bevat: 'Het was een samenleving waarin er moest worden omgegaan met de schande van het slachtoffer; het huwelijk wiste de schande uit die werd veroorzaakt door het verlies van maagdelijkheid. Maar dit is een soort schande dat duidelijk een mannelijk bedenksel is en een enorm gebrek aan sympathie voor het vrouwelijke slachtoffer vertoont. Er valt weinig gezichtsverlies te herwinnen middels de dubieuze eer om met je verkrachter te trouwen. De broers van Dina zijn het op zijn minst eens met dat laatste punt, alhoewel niet met hoe ik die conclusie heb getrokken. (...) Ik geloof niet dat zij verkrachting als een probleem zagen. Schande en [sociale] controle waren hun knoppen. Verkrachting is er eentje van ons.'
Sandra E. Rapoport (2011) betoogde: "De bijbelse tekst staat sympathiek tegenover Sichem in de verzen na zijn verkrachting van Dina, terwijl hij tegelijkertijd niet schroomt om het wetteloze roofdierachtige gedrag jegens haar te veroordelen. Er is zelfs een midrasj die de drie uitdrukkingen van Sichems liefde in vers 3 toeschrijft aan Gods liefde voor de Kinderen van Israël." Ze poneerde ook dat "Sichems personage complex is. Hij kan niet zomaar als ongekwalificeerd slecht worden gekarakteriseerd. Deze complexiteit creëert een ondraagelijke spanning bij de lezer en wekt terecht sterke emoties van verontwaardiging, woede en mogelijk mededogen op." Derhalve beschouwde Rapoport Genesis 34 als een sterke veroordeling van verkrachting: "De wraakzuchtige moord op Sichem en Chamor door de broers zal moderne lezers misschien doen denken aan volksgerichten en eigenrichting, maar zijn in de context van het Oude Nabije Oosten te begrijpen volgens het toenmalige "oog om oog, tand om tand"-principe."

#### Genesis 39

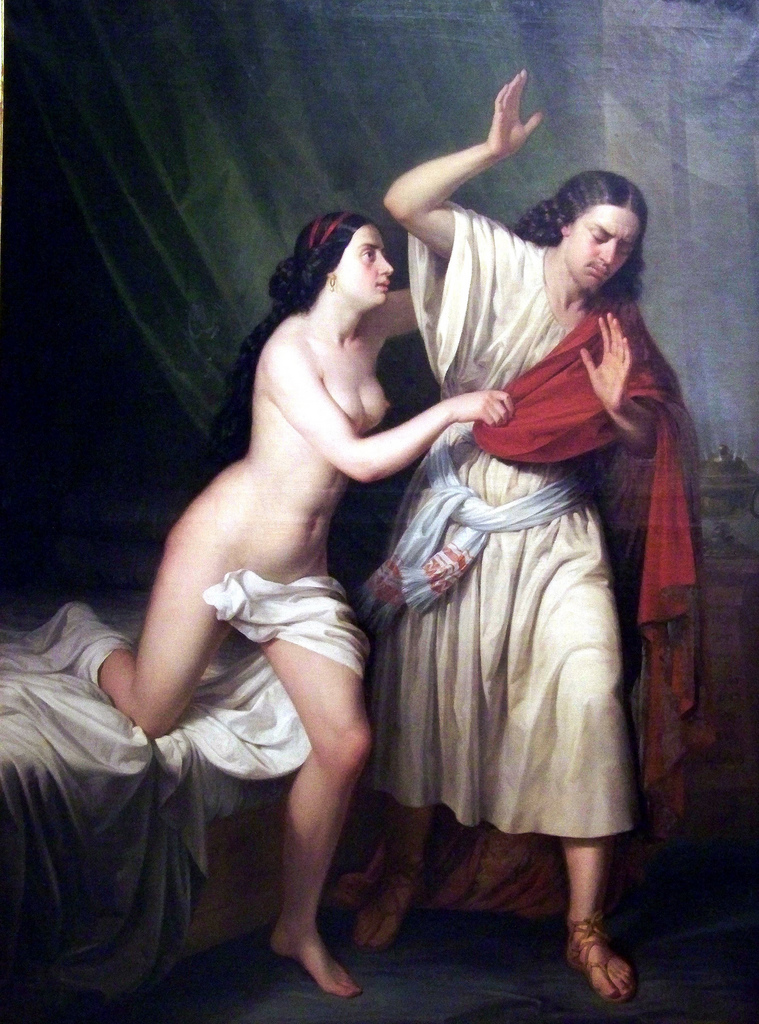
José y la mujer de Putifar. Olie op canvas, Esquivel (1854)

In Genesis 39 kan een zeldzaam bijbels verhaal worden gevonden waarin een vrouw een man seksueel lastigvalt en aanrandt. In dit hoofdstuk wordt de tot slaaf gemaakte Jozef regelmatig verbaal door de vrouw van zijn meester Potifar seksueel geïntimideerd. Jozef weigerde steeds seks met haar te hebben, omdat hij daar als niet-echtgenoot geen recht toe had en het zou een zonde jegens de god Jahweh zijn (Genesis 39:6–10). Potifars vrouw randde hem uiteindelijk fysiek aan door te eisen dat hij met haar naar bed zou gaan en zijn kleren vast te grijpen (Genesis 39:12). Jozef ontsnapte en liet daarbij het kledingstuk in haar handen (onder meer vertaald als "kleed", "jas", "bovenkleed", "mantel" of gewoon "kleren"). Vervolgens vertelde Potifars vrouw eerst aan haar dienaren en daarna aan haar man dat Jozef juist haar had aangerand (Genesis 39:13–18). Jozef werd in de gevangenis gezet (Genesis 39:19–20), waar hij bleef totdat zijn door God gegeven talent om dromen te verklaren de farao ertoe bracht om zijn hulp te vragen (Genesis 41:14).
Wetenschappers zoals Meir Sternberg (1985) karakteriseren het herhaaldelijke gedrag van de vrouw jegens Jozef als aanranding. McKinlay (1995) wees erop dat Potifars vrouw wordt behandeld alsof zij een object was in het bezit van Jozefs meester (Gen 39:8–9) en de reden dat Jozef weigerde was niet omdat hij geen seks met haar wilde, maar omdat dit het vertrouwen van zijn meester zou schenden en een zonde jegens Jahweh zou zijn. Er kan worden betoogd dat de vrouw probeerde zichzelf als subject te vestigen, als een persoon die haar eigen keuzes maakt, in plaats van een object in het bezit van haar man te blijven; dan nodigde ze Jozef uit om mee te doen in deze handeling, die in het verhaal als een 'zonde' wordt bestempeld. Anderzijds misbruikte ze echter haar machtspositie als vrouw van de slavenmeester om Jozef te dwingen tot seks en hem te straffen voor zijn weigering. Susan Tower Hollis (1989) toonde aan dat het narratief van de vrouw van Potifar 'in lijn is met bepaalde antieke volksverhalen waarin een 'vrouw vergeefse avances maakt naar een man en daarna hem ervan beschuldigt te proberen haar te dwingen', waarbij de man 'onterecht wordt gestraft voor zijn vermeende poging om de vrouw te verleiden.'

### Numeri 31

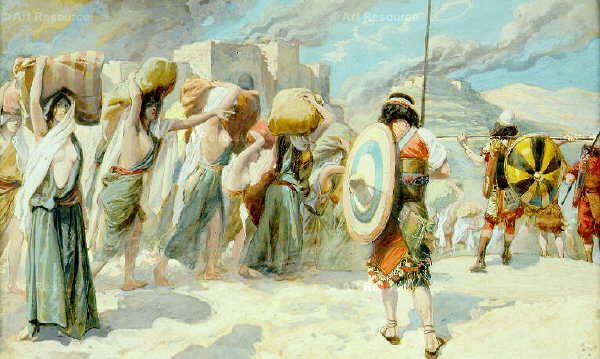
Midjanitische vrouwen, kinderen en vee worden krijgsgevangen genomen door Israëlitische soldaten nadat alle Midjanitische mannen zijn gedood en hun steden afgebrand. Aquarel James Tissot (ca. 1900).

"Mozes, de priester Eleazar en de leiders van de gemeenschap verlieten het kamp en gingen hun tegemoet. Toen werd Mozes woedend op de bevelhebbers, de aanvoerders van duizend en de aanvoerders van honderd man, die daar uit de strijd terugkeerden. ‘U hebt de vrouwen in leven gelaten?!’ zei hij. ‘Juist zij waren het die de Israëlieten, op aanraden van Bileam, destijds bij de Peor verleid hebben tot ontrouw aan [Jahweh], en dat veroorzaakte de plaag die de gemeenschap van [Jahweh] getroffen heeft. Dood daarom alle kinderen van het mannelijk geslacht en alle vrouwen die met een man hebben geslapen, maar laat meisjes die nog nooit met een man hebben geslapen in leven." (Numeri 31:13–18 NBV21)
'Alleen de meisjes die nog niet met een man geslapen hebben, mag je in leven laten. Die mogen jullie voor jezelf houden.' (Numeri 31:18 BGT)
'Maar alle jeugdigen onder de vrouwen, die geen gemeenschap met een man hebben gehad, zult gij voor u laten leven.' (Numeri 31:18 NBG 1951)
De zinsnede "die mogen jullie voor jezelf in leven houden/laten" (הַחֲי֖וּ לָכֶֽם haḥăyū lāḵem wordt verschillend vertaald) wordt door sommigen geïnterpreteerd als een passage die verkrachting beschrijft. Rabbijn en wetenschapper Shaye J. D. Cohen (1999) beargumenteerde dat "de implicaties van Numeri 31:17–18 ondubbelzinnig zijn (...) we kunnen er zeker van zijn dat voor jullie zelf betekent dat de strijders deze krijgsgevangen maagden seksueel mogen "gebruiken"." Hij voegde eraan toe dat Shimon bar Yochai de passage 'correct' had begrepen, maar dat anderzijds andere rabbijnse commentaren zoals B. en Y. Qiddushin en Jevamot beweerden "dat voor jullie zelf betekende "als dienaressen." Latere apologeten, zowel joodse als christelijke, hebben die laatste interpretatie overgenomen."

### Deuteronomium

#### Deuteronomium 20
Deuteronomium 20:13–14 instrueert de Israëlieten om alle mannelijke inwoners van een (dankzij de god Jahweh) veroverde stad te doden en alle krijgsgevangen vrouwen en kinderen buit te maken voor eigen gebruik:

Als [Jahweh], uw God, u de stad dan in handen geeft, moet u alle mannelijke inwoners ter dood brengen. Maar de vrouwen en kinderen en het vee en alles wat er aan goederen in de stad is mag u buitmaken. U mag van de buit gebruiken wat u wilt, want u krijgt het van [Jahweh], uw God. (Deuteronomium 20:13–4 NBV21)

In hun mensenrechtenstudie over seksueel oorlogsgeweld verwezen Kennedy‐Pipe & Stanley (2000) naar Deuteronomium 20:14 toen ze schreven: 'Aansporingen tot verkrachting in oorlogstijd waren wijdverbreid in de hele geschiedenis van het Oude Nabije Oosten en zijn evident in de Hebreeuwse Bijbel: vrouwen worden vaak afgeschilderd als loutere voorwerpen van mannelijk bezit en controle. Bijbelse passages illustreren dit duidelijk met betrekking tot de behandeling van vrouwen in oorlogstijd, waar ze werden beschouwd als 'oorlogsbuit'.'

#### Deuteronomium 21
Deuteronomium 21:10–14 zegt:

Als u ten strijde trekt tegen de vijand, en [Jahweh], uw God, levert hem aan u uit, en u ziet onder de mensen die u krijgsgevangen maakt een mooi meisje dat bij u in de smaak valt en dat u tot uw vrouw wilt maken, en u neemt haar mee naar huis, dan moet zij haar hoofd kaalscheren, haar nagels knippen en de kleren die ze als krijgsgevangene droeg afleggen. Gedurende een maand mag ze in uw huis om haar vader en haar moeder treuren. Daarna mag u met haar slapen en haar ten huwelijk nemen, zodat ze uw vrouw wordt. Als u haar op een gegeven moment niet meer wilt, moet u haar laten gaan waarheen ze wil. U mag haar niet verkopen en haar evenmin als een slavin behandelen, want u hebt haar al haar eer ontnomen. (Deuteronomium 21:10–4 NBV21)

Deze passage bevindt zich te midden van wetten omtrent zonen en erfenissen, hetgeen suggereert dat de passage hoofdzakelijk bedoeld is om het huwelijk zodanig te reguleren dat de vrouw die krijgsgevangen wordt genomen een acceptabele Israëlitische vrouw kan worden gemaakt zodat zij legitieme Israëlitische kinderen kan produceren. Caryn Reeder merkte op: "Het één maand durende uitstel voordat het huwelijk wordt afgerond zou derhalve ten dele als een primitieve zwangerschapstest fungeren."
Het idee dat de krijgsgevangen vrouwen zullen worden verkracht wordt volgens Reeder ondersteund door het feit dat in passages zoals Jesaja 13:16 en Zacharia 14:2 belegeringen ertoe leiden dat vrouwen worden "geschonden". M.I. Rey merkte op dat de passage "een handige echtscheidingsclausule biedt waarmee men zichvan haar kan ontdoen (wanneer ze niet langer seksueel bevredigend is) zonder haar voedsel of onderdak te geven of haar naar haar familie terug te brengen... Op deze manier wordt er van de vreemde vrouw gescheiden, niet vanwege verwerpelijke daden zoals andere (Israëlitische/Hebreeuwse) vrouwen, maar om redenen buiten haar macht."
David Resnick (2004) loofde de passage om zijn ridderlijkheid en noemde het "evident de eerste wetgeving in de menselijke geschiedenis die vrouwelijke krijgsgevangenen beschermt" en "het toppunt van universalistisch Bijbels humanisme door deze poging om het worst case scenario te beheersen: te reguleren hoe een veroverende man moet handelen jegens een begeerde, overwonnen, vrouwelijke ander." Hij betoogde dat nadat haar volk in de oorlog is verslagen, trouwen met de overwinnaars "wellicht de beste manier is waarmee een vrouw haar eigenbelang kan dienen in een rampzalige politiek-sociale situatie." Kawashima (2011) beweerde dat door haar als echtgenote te behandelen, in plaats van als slavin, de wet tracht te compenseren voor het feit dat de soldaat 'haar heeft geschonden' omdat hij haar vaders toestemming om met haar te trouwen niet heeft kunnen verkrijgen, hetgeen onmogelijk was vanwege de oorlogssituatie.

#### Deuteronomium 22
Volgens Scholz (2021) worden onder wetenschappers de teksten van Deuteronomium 22:25–29 'breed erkend als verkrachtingswetgeving', terwijl Deuteronomium 22:22–24 en ook Deuteronomium 21:10–14 'meer omstreden zijn en niet regelmatig als verkrachtingswetten omschreven worden'. Ze luiden in de NBV21 als volgt:

22. Als een man wordt betrapt met een getrouwde vrouw moeten beiden ter dood gebracht worden, zowel de man als de vrouw met wie hij geslapen heeft. Zo moet u het kwaad uit Israëls midden verwijderen.

23. Als iemand in de stad een meisje ontmoet dat [nog maagd is maar] al uitgehuwelijkt is, en gemeenschap met haar heeft,

24. dan moet u hen allebei mee de stad uit nemen en hen stenigen tot de dood erop volgt. Want het meisje heeft nagelaten om hulp te roepen, en de man heeft zich vergrepen aan de bruid van een ander. Zo moet u het kwaad uit uw midden verwijderen.

25. Maar als het meisje in het open veld wordt belaagd en de man heeft dan gemeenschap met haar, dan verdient alleen de man de doodstraf

26. en gaat het meisje vrijuit, want zij heeft niets gedaan waarvoor ze ter dood gebracht zou moeten worden. Het is net als met iemand die een ander aanvalt en van het leven berooft:

27. de man heeft het uitgehuwelijkte meisje belaagd in het open veld, waar niemand haar kon redden als ze om hulp zou roepen.

28. Als iemand betrapt wordt met een meisje dat nog maagd is en nog niet is uitgehuwelijkt,

29. dan moet de man die zich aan het meisje heeft vergrepen vijftig sjekel zilver aan haar vader betalen. Bovendien moet hij met haar trouwen en zolang hij leeft mag hij niet van haar scheiden, omdat hij haar onteerd heeft.

Cheryl Anderson schreef in haar boek Ancient Laws and Contemporary Controversies: The Need for Inclusive Bible Interpretation (2009): "Deze wetten nemen duidelijk het perspectief van de vrouw niet in beschouwing. Na een verkrachting zou [het slachtoffer] zichzelf ongetwijfeld zien als de gedupeerde en waarschijnlijk een huwelijk met haar verkrachter op zijn zachtst gezegd onsmakelijk. Er kan worden betoogd dat er culturele en historische redenen zijn waarom een dergelijke wet destijds als redelijk werd gezien. […] Tegelijkertijd zendt de wet de boodschap uit dat de religieuze traditie de mogelijkheid dat vrouwen afwijkende maar toch geldige perspectieven zouden kunnen hebben niet overweegt (en dat ook niet zou moeten doen)."
Vers 22:22 gaat niet specifiek in op de medeplichtigheid van de getrouwde vrouw; volgens een interpretatie van Adele Berlin (2008) bepaalt de wet derhalve dat, zelfs als ze verkracht is, de vrouw gedood moet worden omdat ze door de buitenhuwelijkse geslachtsdaad onrein gemaakt is. Daarentegen suggereert de Cambridge Bible for Schools and Colleges (1882–1925) dat de gepleegde misdaad overspel was en derhalve beide partijen schuldig waren.
Frank M. Yamada (2008) betoogde dat Deuteronomium 22:23–24, die de doodstraf beveelt voor zowel de man als het verloofde maagdelijke meisje indien de daad plaatsvindt in de stad, niet over verkrachting gaat, maar over overspel, omdat het verloofde meisje reeds als het voorbehouden eigendom van haar toekomstige man wordt beschouwd. Hij stelde ook dat de Deuteronomische wetten in het algemeen vrouwen behandelen als het eigendom van mannen en "verkrachting niet behandelen als seksueel geweld tegen een vrouw," maar als een economisch misdrijf tegen haar vader of (toekomstige) echtgenoot. Aangezien de vader het privilege had om zijn dochter uit te huwelijken aan een man naar zijn keuze, wordt de betaling van een bruidsschat à vijftig sjekel zilver aan de vader van het ontmaagde meisje genoemd in Deuteronomium 22:28–29 ter compensatie voor haar ongeplande ontmaagding. Yamada wees erop dat er in dit laatste scenario geen doodstraf was voor beide partijen, maar een trouw-je-verkrachter-bepaling die hij vergeleek met Sichems huwelijksaanzoek inclusief bruidsschat nadat hij Dina had verkracht (Genesis 34:12).
Craig S. Keener (1996) beschouwde 22:25–27 als een verkrachtingsscenario en vergeleek het met §26 van de Wetten van Eshnunna. Hij merkte op dat "als niemand anders aanwezig was als getuige van haar onschuld maar ze duidelijk was geschonden, dan neemt de Bijbelse wet haar onschuld aan zonder getuigen te vereisen (22:27); ze draagt niet de bewijslast om te betogen dat ze er niet mee had ingestemd. (...) Als het koppel onmiskenbaar gemeenschap had gehad, dan was de man in beide gevallen schuldig, maar als de vrouw onschuldig zou kunnen zijn geweest, dan diende haar onschuld te worden aangenomen." Davidson (2011) voegde eraan toe: "Derhalve beschermt de Mozaïsche wet de seksuele reinheid van een verloofde vrouw (en beschermt degene met wie zij verloofd is) en schrijft de strengste straf voor aan de man die het waagt om haar seksueel geweld aan te doen."
Robert S. Kawashima (2011) merkte op dat ongeacht of de verkrachting van een meisje in het open veld of in de stad gebeurt, deze verzen impliceren dat ze "schuldig kan zijn aan een misdaad, maar technisch gezien niet een slachtoffer van een misdaad; daarom voegt haar niet-medeplichtigheid niets toe aan de schuld van de dader."

##### Verzen 28 en 29
Deuteronomium 22:28–29 is een omstreden onderdeel van dit hoofdstuk, aangezien een aantal moderne wetenschappers het als een trouw-je-verkrachter-wet beschouwt. Voor een goede vergelijking wordt de NBG 1951 hier als voorbeeld gebruikt:

28. Wanneer een man een meisje ontmoet, dat nog maagd is en niet ondertrouwd, haar aangrijpt (תָּפַשׂ tāphaś) en gemeenschap (שָׁכַב šākab) met haar heeft, en zij worden betrapt –

29. dan zal de man, die bij haar gelegen (שָׁכַב šākab) heeft, aan de vader van het meisje vijftig zilverlingen geven, en zij zal hem tot vrouw zijn, omdat hij haar onteerd (עָנָה anah/inah) heeft; hij zal haar niet mogen wegzenden, zolang hij leeft. (Deuteronomium 22:28–29 NBG 1951)

Bijbelvertalingen in het Nederlands interpreteren deze passage verschillend. De NBG 1951 vertaalt תָּפַשׂ tāphaś als 'aangrijpen', שָׁכַב šākab als 'gemeenschap hebben (met)' / 'liggen (met)' en עָנָה anah/inah als 'onteren'. De Nieuwe Bijbelvertaling (2004) en de NBV21 vertalen de werkwoorden תָּפַש tāphaś en שָׁכַב šākab in vers 28 in het geheel niet en beperken zich tot 'betrappen' ('Als iemand betrapt wordt met een meisje...'). In vers 29 wordt שָׁכַב šākab echter vertaald als 'zich vergrijpen aan' en עָנָה anah/inah als 'onteren'. Zowel de Statenvertaling 1977 als de HSV vertalen תָּפַש tāphaś als 'grijpen', שָׁכַב šākab als 'liggen/slapen (met)' en עָנָה anah/inah als 'vernederen'. De GNB en de BGT combineren de twee werkwoorden in vers 28 als seksuele dwang/geweld: 'wanneer hij een meisje verkracht' respectievelijk 'en hij dwingt haar om met hem te slapen'; in vers 29 worden שָׁכַב šākab en עָנָה anah/inah echter niet vertaald. Verder valt op dat de BGT en de GNB niet vermelden dat het meisje '(nog) een maagd is' (בְתוּלָה֙ betūlāh). Ongeacht of het meisje had ingestemd met de seksuele daad of niet, of in zal stemmen met een huwelijk, is de man verplicht om met haar te trouwen door haar vader een bruidsschat van vijftig zilveren sjekel te betalen om de zaak af te handelen.
Engels theoloog John Gill (1746–63) observeerde dat er een ander werkwoord wordt gebruikt in vers 22:28 (תָּפַשׂ tāphaś) dan in vers 22:25 (חָזַק ḥāzaq, chazaq) voor "grijpen". Hij meende dat het eerste werkwoord meer 'verleidend' en 'liefdevol' was (waarbij hij het vergeleek met Exodus 22:16, dat hij als consensueel beschouwde) en het laatste meer 'dwingend' en 'gewelddadig'; hij concludeerde dat vers 25 verkrachting beschreef en vers 28 consensuele seks. Evenzo interpreteerde Engels theoloog Charles Ellicott (1897) Deuteronomium 22:28–29 als een wet aangaande voorhuwelijkse seks middels 'verleiding' en vergeleek het eveneens met Exodus 22:16–17 (genummerd als Exodus 22:15–16 in sommige Nederlandstalige edities zoals de GNB, BGT en NBV21), waarin wordt gemeld dat de vader van het meisje het huwelijksaanzoek mag afwijzen en dan alsnog de bruidsschat betaald krijgt. Hoewel vrijwel alle onderzoekers het erover eens zijn dat Exodus 22:16–17 een consensuele situatie beschrijft, wordt daar niet vermeld dat de man het meisje heeft "onteerd/vernederd", terwijl Deuteronomium 22:29 dat wél doet.:141 Het Hebreeuwse woord dat hier wordt gehanteerd voor "onteerd/vernederd" is עָנָה anah/inah ('innâ), hetgeen (afhankelijk van de context) kan betekenen: "verkrachten, [seksueel] dwingen, verontreinigen, schenden, onteren, mishandelen, kwellen, vernederen, onderdrukken, onderwerpen, verzwakken". Bovendien wordt er dwang of kracht toegevoegd als een Hebreeuws werkwoord in pi'el oftewel de intensifiërende vorm staat:120 en in Deuteronomium 22:29 staat עִנָּ֔הּ ‘in-nāh in pi'el.:141 In verschillende andere gevallen in de Hebreeuwse Bijbel zoals in Rechters 20:5 en 2 Samuel 13:14 wordt het werkwoord עָנָה anah/inah gebruikt om te beschrijven hoe één of meerdere mannen een vrouw dwingt/dwingen om seks te hebben tegen haar wil (dat wil zeggen, verkrachting).:78
Richard M. Davidson (2011) beschouwde Deuteronomium 22:28–29 als een wet betreffende statutory rape (onwettige seks met minderjarigen). Hij betoogde dat de wetten wel degelijk de rol van vrouwen in de situatie ondersteunen: "Hoewel de vrouw blijkbaar instemt met geslachtsgemeenschap met de man in deze situaties, heeft de man haar desalniettemin 'geschonden/vernederd/onteerd'. Het Edens godsontwerp dat de reinheid van een vrouw eerbiedigd moet worden is geschonden. […] Hoewel de vrouw wellicht zich heeft geschikt naar haar verleider, is desondanks de bruidsschat volgens de wet 'gelijk aan de bruidswaarde van maagden' (Exodus 22:16): ze wordt financieel behandeld als een maagd zou worden! Zo'n behandeling houdt de waarde van een vrouw hoog tegenover een man die haar oneerlijk uitbuit en tegelijkertijd seksueel misbruik ontmoedigt." Valerie Tarico (2015) was kritisch over Deuteronomium 22:28–29 en schreef: "De straffen voor verkrachting hebben niets te maken met compassie of trauma jegens de vrouw maar met haar eer, tribale reinheid en het idee dat een gebruikte vrouw gelijkstaat aan beschadigde goederen."

#### Deuteronomium 28
Deuteronomium 28:15–64 bevat vervloekingen voor ongehoorzaamheid. Vers 15 beweert: 'Maar als u [Jahweh], uw God, niet gehoorzaamt en zijn geboden en wetten, zoals ik ze u vandaag heb voorgehouden, niet nauwkeurig naleeft, zullen deze vervloekingen u treffen.' Zo stelt Deuteronomium 28:30: 'U zult een bruid hebben gevonden, maar een ander zal met haar slapen. U zult een huis bouwen, maar er niet in wonen. U zult een wijngaard planten, maar niet zelf van de eerste vruchten genieten.' (NBV21). Sommige Engelse vertalingen zoals de New International Version (1978) vertalen het als '...but another will take her and rape her', oftewel '...maar een ander zal haar (mee)nemen en verkrachten.' Het gehanteerde woord is yiškāḇennāh, vervoegd van het werkwoord יִשְׁכָּבֶ֔נָּה šāgal, wat '(ont)roven/ontvoeren/wegvoeren', 'verkrachten' of 'schenden' betekent en soms eufemistisch wordt vertaald als 'slapen met' of 'beslapen'. Sommige wetenschappers denken dat het Successieverdrag van Esarhaddon (geschreven rond 675 BCE) als literair model heeft gediend voor deze vervloekingen in Deuteronomium 28 en bovendien ook stukken in Deuteronomium 13, vanwege de grote tekstuele overeenkomsten. Steymans (2013) concludeerde dat deze tekst daarom waarschijnlijk was geschreven tussen de dood van Esarhaddon in 672 BCE en de waarschijnlijke invoering van het boek Deuteronomium door koning Josia in 622 BCE. Deuteronomium 28:30 komt overeen met regels 11.425-426 (§41) van het Successieverdrag van Esarhaddon (SAA 2 6), waarin de verloofde van de vervloekte man ook zou worden verkracht en hij ook zijn huis en wijngaard zou verliezen.

### Rechters

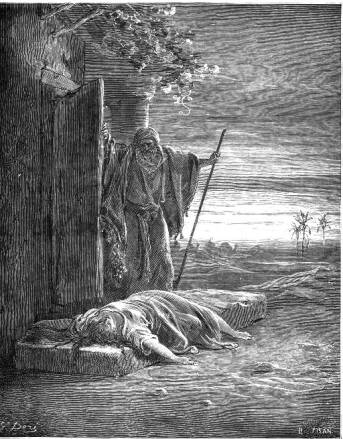
De Leviet vindt zijn groepsverkrachte bijvrouw dood bij de deur. Gustave Doré (1880).

Trible wijdde in Texts of Terror het hoofdstuk "An Unnamed Woman: The Extravagance of Violence" aan de verkrachting van de bijvrouw in hoofdstuk 19 van het Bijbelboek Rechters. Over de verkrachting van de bijvrouw zelf schreef ze: "De misdaad zelf ontvangt slechts weinig woorden. Hoewel de verhalenverteller noch pornografie noch sensationalisme aanspoort, geeft hij ook weinig om het lot van de vrouw. De beknoptheid van dit stuk over vrouwelijke verkrachting staat in schril contrast tot de langdradige verslagen over mannelijke slemppartijen en mannelijke onderhandelingen die eraan voorafgaan. Dergelijke uitgebreide aandacht voor mannen intensifieert de terreur die er op de vrouw wordt gepleegd." Nadat ze heeft vastgesteld dat de verschillen tussen Griekse en Hebreeuwse versies van de Bijbel onduidelijk maken of de bijvrouw de volgende morgen dood was of niet ("de verteller beschermt zijn protagonist middels ambiguïteit"), schreef Trible dat "Noch de andere personages noch de verteller erkennen haar menselijkheid. Ze is bezit, gereedschap en literair apparaat. [..] Uiteindelijk is ze niets meer dan de ossen die Saul later in stukken zal hakken en over heel het grondgebied van Israël zal verspreiden als een oproep tot oorlog."
Scholz (2010) wees op de taalkundige dubbelzinnigheid van de passage en de verscheidenheid aan interpretaties die eruit voortvloeien. Ze schreef: "Aangezien dit narratief geen 'historisch' of 'zorgvuldig' verslag is over echte gebeurtenissen, onthullen de antwoorden op deze vragen meer over de aannames die de lezer doet over gender, androcentrisme en sociopolitieke praktijken dan wat er op basis van Rechters 19 kan worden geleerd over hoe de oude Israëlieten leefden. […] Zoals te voorspellen gaan uitleggers afhankelijk van hun hermeneutische interesses anders om met de betekenis van het verhaal."
Yamada (2008) meende dat het taalgebruik dat er wordt gehanteerd voor de beschrijving van het lot van de bijvrouw de lezer met haar doet sympathiseren, vooral tijdens de verkrachting en de nasleep daarvan. "De uitgebreide beschrijving van de verteller over de poging van de vrouw om terug te keren naar het huis van de oude man accentueert derhalve voor de lezer de verwoestende effecten van de gebeurtenissen van de voorafgaande nacht en benadrukt haar troosteloze toestand. Het verkrachte en uitgeputte lichaam van de vrouw wordt een symbool van het kwaad dat er wordt gepleegd wanneer 'iedereen deed wat goed was in zijn eigen ogen.' Het beeld van deze vrouw die zich een weg naar de deur worstelt eist een respons van de deelnemers in het verhaal."

### 2 Samuel

#### 2 Samuel 11

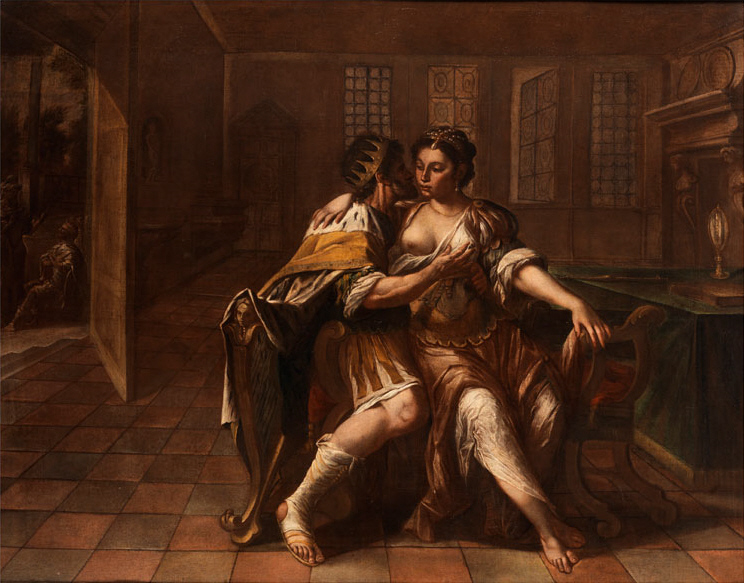
David 'verleidt' Bathsheba. Anoniem 17e-eeuws schilderij.

Sommige onderzoekers zien het relaas in 2 Samuel 11 waarin Koning David overspel pleegt met Batseba als een verkrachtingsverhaal. David en Diana Garland suggereerden:
Omdat instemming onmogelijk was, gezien haar machteloze positie, heeft David haar in feite verkracht. Verkrachting betekent seks hebben tegen de wil, zonder de instemming, van een ander – en zij was niet bij machte om in te stemmen. Zelfs als er geen fysiek verzet was, zelfs als ze zich aan hem overgaf, dan was het verkrachting.
Andere wetenschappers opperen daarentegen dat Batseba vrijwillig naar David toekwam. James B. Jordan merkte op dat de tekst geen gewag maakt van protest vanuit Batseba, zoals dat wél gebeurt bij Tamar in 2 Samuel 13; hij betoogde dat dit zwijgen aangeeft dat "Batseba gewillig met David meewerkte in dit overspel". George Nicol ging nog verder door te beweren dat "Batseba's gedrag, namelijk zo dicht bij het koninklijk paleis baden, opzettelijk uitlokkend was".

#### 2 Samuel 13
In 2 Samuel 13 lokt Amnon zijn halfzus Tamar in de val door naar zijn slaapkamer te komen, anderen weg te sturen, haar bij haar hand vast te grijpen en te gebieden met haar naar bed te gaan. Maar Tamar weigert en verzet zich en zegt tegen Amnon dat ze eerst moeten trouwen. Amnon luistert echter niet, overweldigt haar en verkracht haar alsnog.:57

Maar hij greep haar beet en zei tegen haar: 'Kom, mijn zusje, kom bij me liggen.' 'Nee, mijn broer, laat dat!' riep ze. 'Raak me niet aan! Zoiets schandelijks doet men in Israël toch niet! Denk eens aan mij, wat moet er van me worden als ik van mijn eer ben beroofd? En denk eens aan jezelf, heel Israël zal schande van je spreken. Praat toch eerst met de koning, hij zal jou mijn hand heus niet weigeren.' Maar hij wilde niet luisteren naar wat ze zei, en hij overweldigde haar, verkrachtte haar en onteerde haar. (2 Samuel 13:11–14 NBV21)

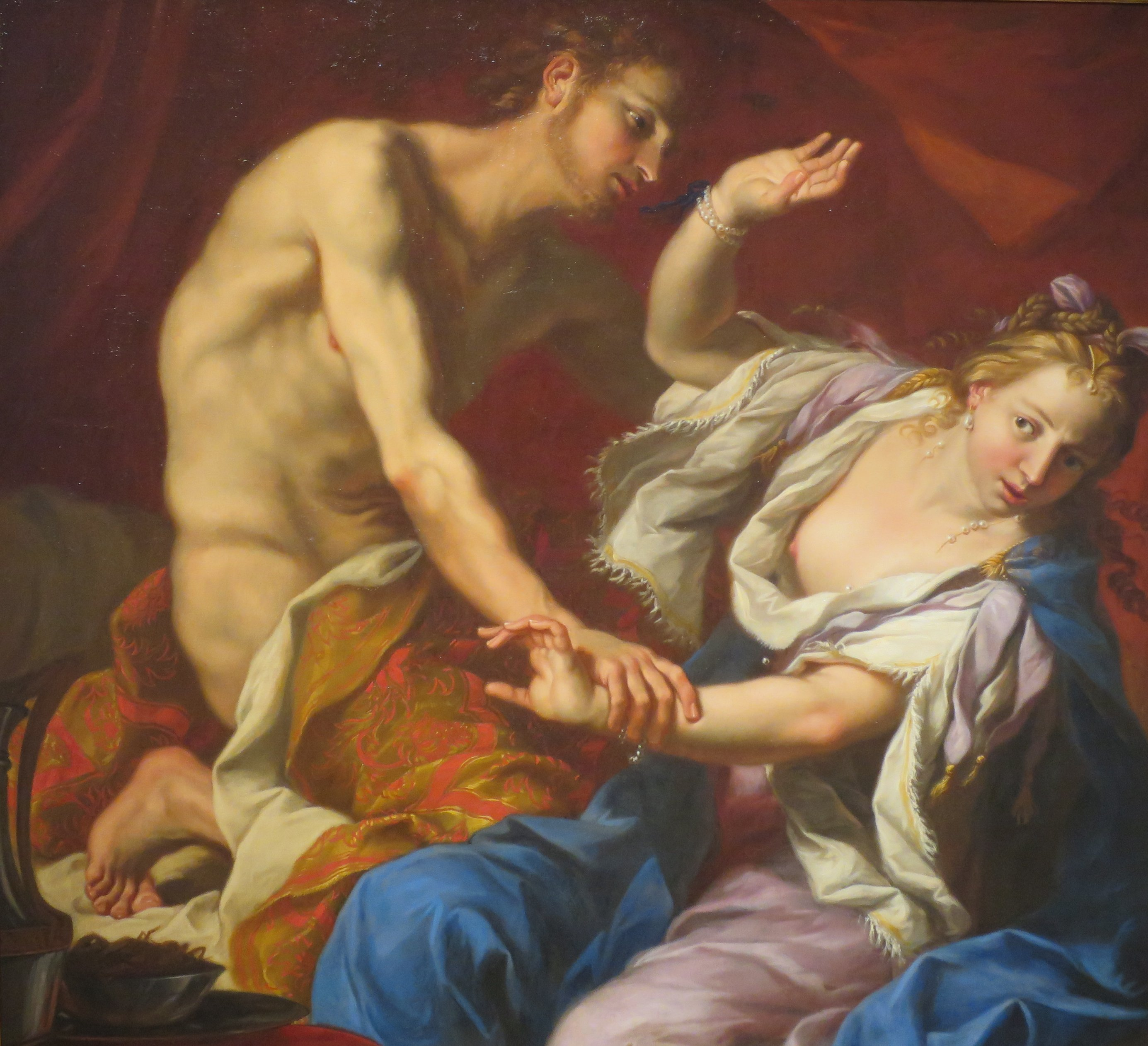
Amnon en Tamar. Anoniem laat-17e-eeuws schilderij.

De Hebreeuwse tekst zegt letterlijk 'hij dwong/schond (עָנָה inah pi'el) haar en legde (שָׁכַב šākab) haar'. De wetenschappelijke consensus is dat Amnon schuldig is aan het verkrachten van Tamar. Hoewel Pamela Tamarkin Reis (2002) beweerde dat Tamar instemde en zelfs de blaam treft voor wat er gebeurde, is Reis geen academisch opgeleide onderzoeker, maar een presumptionist, en haar opvattingen worden algemeen afgewezen door wetenschappers.:57–61
Kawashima (2011) merkte op dat "men [Tamars] opmerkelijk gearticuleerde respons kan opvatten als loutere retoriek, een poging om de dreigende verkrachting uit te stellen, maar het principe van waarachtigheid suggereert nog steeds dat David, als patriarch van het huis, de rechtspersoon is die ertoe doet" als het gaat om instemmen met een huwelijk tussen zijn dochter en Amnon. Het feit dat Amnon naar de verkrachting Tamar beveelt weg te gaan en zij daarop antwoordt: "Dat kun je niet doen! Mij wegsturen is nog erger dan het andere dat je me al hebt aangedaan." (2 Samuel 13:16 NBV21) geeft aan dat haar verwachting is dat zij in zijn huis moet blijven als zijn echtgenote, in overeenkomst met de destijds heersende conventies.
In The Cry of Tamar: Violence Against Women and the Church's Response (1995) bekritiseert Pamela Cooper-White de Bijbelse verbeelding van Tamar omdat de nadruk ligt op de mannelijke spelers in het verhaal en het schijnbare gebrek aan sympathie voor Tamar. "De verteller van 2 Samuel 13 schildert het verhaal soms aangrijpend en wekt daarmee onze sympathie voor het vrouwelijke slachtoffer. Maar de verteller (ik neem aan hij) stuurt ons vooral in de richting van de primaire interesse, zelfs sympathie, voor de mannen om haar heen. Zelfs de schrijnendheid van Tamars vernedering is hoofdzakelijk opgerekt, niet voor zichzelf, maar om de latere moord van Absalom op Amnon te rechtvaardigen." Ze betoogde: "Sympathie voor Tamar is niet de primaire interesse van de verteller. De kracht van Tamars ervaring wordt benadrukt, niet om haar pijn te belichten, maar om Absaloms woede jegens Amnon en zijn latere moord op hem te rechtvaardigen." Cooper-White stelde ook dat na de incestueuze verkrachting het narratief zich blijft concentreren op Amnon: "Het verhaal gaat voort met het melden van het perspectief, de gedachten en gevoelens van de dader na het geweldsincident; het oogpunt van het slachtoffer wordt niet getoond. […] We krijgen geen aanwijzing dat hij ooit nog weer aan haar heeft gedacht—niet eens in termen van angst voor straf of vergelding."
Trible wijdde het hoofdstuk "The Royal Rape of Wisdom" in Texts of Terror (1984) aan Tamar, die de enige vrouw in het narratief is en volgens haar wordt behandeld als een onderdeel van de verhalen van Amnon en Absalom. "Twee mannen omringen een vrouw. Naarmate het verhaal ontwikkelt, wisselen zij elkaar af in het beschermen en vervuilen, ondersteunen en verleiden, troosten en buitmaken van haar. Daarna concurreren deze zonen van David met elkaar door de mooie vrouw." Ze schreef ook dat het taalgebruik die de Hebreeuwse brontekst hanteert om de verkrachting te beschrijven beter vertaald kan worden als "Hij legde haar" in plaats van "Hij lag met haar." Scholz schreef dat "veel wetenschappers er een punt van maken om de brutaliteit waarmee Amnon zijn [half]zus onderwerpt te veroordelen." Vervolgens bekritiseerde ze de interpretatie van Pamela Tamarkin Reis, die niet Amnon maar Tamar de schuld gaf van wat haar overkwam.
Wat betreft de verkrachting van Tamar in 2 Samuel stelde Rapoport (2011): "Amnon is een ontegensprekelijk verfoeilijk figuur. Literair gezien is hij de kwaadaardige contrastfiguur tegenover Tamars moedige onschuld. […] De Bijbel wil dat de lezer enerzijds Tamar waardeert, om haar rouwt en haar aanmoedigt terwijl we anderzijds Amnon uitschelden en minachten." Bader (2006) schreef erover: "Tamars perceptie van de situatie wordt geloofwaardigheid geschonken; Amnons ligging met haar bleek een schending van haar. Terwijl de verteller Tamars geloofwaardigheid doet toenemen, brengt hij Amnon in discrediet." Trible betoogde dat "[Tamars] woorden zijn eerlijk en schrijnend; ze erkennen vrouwelijke lijfeigenschap." Ze schreef ook dat "de verteller op haar machteloosheid zinspeelt door haar naam te vermijden."
Op dezelfde manier stelde Yamada (2008) dat de verteller zich aan de zijde van Tamar schaart en de lezer ertoe brengt met haar te sympathiseren. "De combinatie van Tamars smeekbeden met Amnons haat jegens zijn halfzus na de schending brengt de lezer in het kamp van het slachtoffer en produceert minachting jegens de dader. De gedetailleerde vertelling van de verkrachting en de reacties van de twee personages erna maakt deze misdaad nog verwerpelijker."

### Profetenboeken
Wetenschappers zoals Kate Blanchard, Pamela Gordon en Harold C. Washington en Scholz hebben opgemerkt dat er verscheidene passages die verkrachtingsmetaforen hanteren te vinden zijn in de profetenboeken, zoals Jesaja, Jeremia en Ezechiël. Blanchard uitte in geschreven woord haar woede over dit feit: "De vertalingen van deze lichtende voorbeelden van victim blaming zijn helder genoeg, ondanks ouderwets taalgebruik: ik ben boos en daarom zul jij pijn lijden. Jij verdient het om verkracht te worden vanwege jouw seksuele avontuurtjes. Je bent een slet en het was slechts een kwestie van tijd totdat je de consequenties daarvan aan den lijve zou ondervinden. Laat dit een les zijn voor jou en alle andere arrogante vrouwen." Scholz (2010) besprak vier passages — Jesaja 3:16–17, Jeremia 13:22,26, Ezechiël 16 en Ezechiël 23.

#### Jesaja 3
Met betrekking tot Jesaja 3:17–18 schreef Scholz (2010) dat het Hebreeuwse woord pōt regelmatig verkeerd vertaald wordt als "voorhoofd" of "schedel". Hoewel het ook vaak wordt vertaald als "genitaliën" of "schaamdelen", meende Scholz dat een nauwkeuriger vertaling van dit woord in de gegeven context "kut" zou zijn, zoals J. Cheryl Exum voor het eerst voorstelde in The Ethics of Biblical Violence against Women (1995). Zij en andere onderzoekers zoals Johnny Miles (2006) concludeerden dat het uittrekken van de kleren van vrouwen om hun genitaliën te ontbloten verwijst naar seksueel geweld als Gods straf voor de arrogantie en trots van die vrouwen.

#### Ezechiël 16 en 23
Sandra Lynne Gravett (1994) betoogde dat een goed begrip van de zinsneden gebruikt in Ezechiël 16:39 (וְהִפְשִׁ֤יטוּ אֹותָךְ֙ בְּגָדַ֔יִךְ wə-hip̄-šî-ṭū ’ō-w-ṯāḵ bə-ḡā-ḏa-yiḵ; meestal vertaald als "Ze zullen jou je kleren uittrekken" (NBV21)) en Ezechiël 23:26 (וְהִפְשִׁיט֖וּךְ אֶת־בְּגָדָ֑יִךְ wə-hip̄-šî-ṭūḵ ’eṯ- bə-ḡā-ḏā-yiḵ; meestal vertaald als "Ze zullen jou je kleren uittrekken" (NBV21)) leidt tot de conclusie dat ze betekenen "Ze zullen jou verkrachten". Enkele van de hoofdargumenten voor deze lezing zijn het feit dat de zeer gelijkaardige uitdrukking "de naaktheid/schaamte ontbloten" van een mens in Leviticus 18 en 20 altijd verwijst naar seksuele handelingen (en algemeen als zodanig wordt vertaald) en de vrouwen in Ezechiël 16:39 en 23:26 stemmen niet in met deze seksuele handelingen, maar worden eraan onderworpen als één van vele gewelddadige handelingen (waaronder ook mutilatie, beroving en moord) die dienen als "straf" (Ezechiël 16:38,41; 23:24,45,49) gepleegd door binnenvallende vreemde mannelijke soldaten. Gravett drong erop aan dat beide narratieven niet slechts een metaforische waarschuwing waren voor alle Judeeërs en Israëlieten (met wie de vrouwen worden vereenzelvigd door middel van de hoofdsteden Jeruzalem en Samaria, Ezechiël 16:2–3; 23:4,33) om niet etnisch te mengen met vreemdelingen door seksuele of culturele uitwisselingen, maar meer specifiek om alle Judese/Israëlitische vrouwen te waarschuwen om niet ontrouw te zijn aan hun echtgenoten en zich bezighouden met "hoererij" en "overspel" (met name Ezechiël 16:40; 23:48), anders zullen ze de genoemde "straf" ondergaan.
Scholz (2010) verwees naar beide passages in Ezechiël als "pornografische objectificatie van Jeruzalem als de vrouw van haar echtgenoot, Jahweh". Over Ezechiël 16 schreef ze: "Deze gewelddadige woorden verhullen het perspectief van de vrouw en de beschuldigingen worden alleen gepresenteerd door de ogen van de beschuldiger, Jahweh. God spreekt, beschuldigt zijn vrouw van overspel en schrijft de straf voor in de vorm van publiekelijke ontkleding, schending en doding. In de profetische fantasie wordt de vrouw geen gelegenheid gegeven om te antwoorden. […] God uit voldoening over hoe zij aldus wordt gestraft." Met betrekking tot Ezechiël 23, een verhaal over de zussen Ohola (Samaria) en Oholiba (Jeruzalem) die allebei getrouwd zijn met Jahweh, maar overspel plegen en uiteindelijk worden gedood, keurde Scholz het taalgebruik af dat in passage wordt gebruikt, met name Ezechiël 23:48, die dient als een waarschuwing aan alle vrouwen voor overspel. "De profetische verkrachtingsmetafoor maakt van de gemartelde, verkrachte en vermoorde echtgenotes een waarschuwingsteken voor alle vrouwen. Het onderwijst dat vrouwen maar beter hun echtgenoten kunnen gehoorzamen, in hun huizen blijven en ieder element van seksuele onafhankelijkheid dienen te vermijden. […] Deze profetische fantasie construeert vrouwen als objecten, nooit als subjecten, en reduceert vrouwen tot geseksualiseerde objecten die Gods straf over zichzelf afroepen en het volkomen verdienen."
Daarentegen betoogde Corrine Patton (2000) dat "deze tekst geen huiselijk geweld aanmoedigt, en wetenschappers, docenten en predikanten moeten ongeïnformeerde lezers eraan blijven herinneren dat een dergelijke interpretatie in feite een verkeerde lezing is" en dat "het theologische doel van de passage is om Jahweh te behoeden voor het schandaal een bedrogen echtgenoot te zijn, d.w.z. een verslagen, machteloze en ineffectieve god. […] Het is een opvatting van God voor wie geen enkele ervaring, zelfs niet verkrachting en mutilatie in oorlogstijd, geen hoop op genezing en verlossing biedt." Over Ezechiël 16 schreef Daniel I. Block: "De achtergrond van het goddelijk oordeel kan alleen worden begrepen tegen de achtergrond van zijn genade. Als de tekst was begonnen vanaf vers 36, dan had men redelijkerwijs God beschuldigd van wreedheid en onnodige strengheid. Maar de ijver van zijn woede is een reflex van de intensiteit van zijn liefde. God had zijn liefde over deze vrouw uitgestort, haar gered van een zekere dood, was een verbondsrelatie met haar aangegaan, had zijn trouw gezworen en had haar alle voordelen gegeven die ze maar kon genieten. Hij had intens liefgehad. Hij kon minachting voor zijn genade niet lichtvaardig opvatten."

#### Jeremia 13
Over Jeremia 13 schreef Scholz (2010): "Het gedicht verklaart dat de vrouw dit lot over zichzelf heeft afgeroepen en haar treft daarom de blaam, terwijl de profeet de kant kiest van de seksueel gewelddadige daders, de mishandeling als verdiend beschouwt en God deze rechtvaardigt. Verkrachtingspoëzie ondersteunt 'mannelijk autoritarisme' en de 'ontmenselijking van vrouwen,' wellicht met name wanneer God het subject is."
Amy Kalmanofsky (2015) betoogde dat Jeremia 13 het naakte vrouwenlichaam behandelt als een object om van te walgen: "Ik concludeer dat Jer 13 een voorbeeld is van obscene naaktheid waarin het naakte vrouwenlichaam niet wordt voorgesteld als lustobject, maar walgobject. Net als in de andere profetische teksten wordt Israël in Jer 13 er niet seksueel opgewonden van als haar naaktheid wordt ontbloot. Ze schaamt zich. Bovendien verlangen degenen die getuigen zijn van Israëls schaamte niet naar Israëls ontblote lichaam. Ze walgen ervan."
F. B. Huey, Jr. (1993), becommentarieerde Jeremia 13 als volgt: "De rauwe beschrijving is die van de publiekelijke vernedering die wordt uitgedeeld aan een hoer, een toepasselijk figuur voor het ontrouwe Juda (cfr. Jes 47:3; Hos 2:3,10; Nah 3:5). Het zou ook het geweld dat vrouwen door soldaten van een veroverend leger wordt aangedaan kunnen beschrijven. […] Jeremia herinnerde [de Judeeërs] eraan dat ze ontbloot zouden worden zodat iedereen hun overspeligheden zou zien."

#### Hosea 2

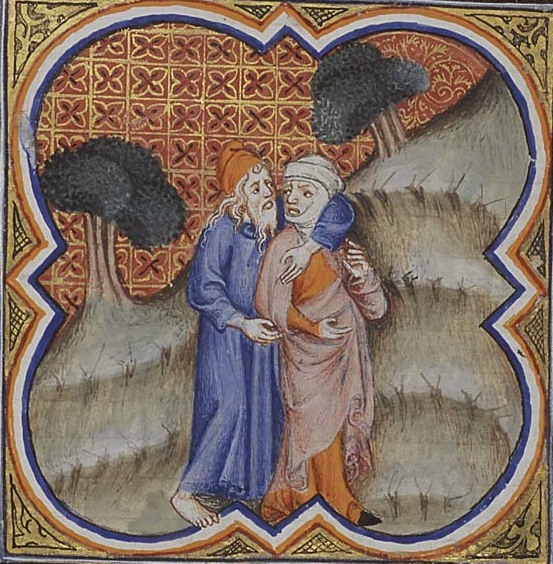
Hosea (Jahweh) grijpt Gomer (Israël). Bible historiale (1372).

In hoofdstuk 2 van het boek Hosea fantaseert de profeet Hosea (die met de god Jahweh wordt vergeleken) over hoe hij zijn ex-vrouw Gomer (die met het Koninkrijk Israël (Samaria) wordt vergeleken) zal straffen omdat zij hem heeft verlaten voor een andere man. In de eerste helft is Hosea bang om de controle te verliezen over het seksuele gedrag van zijn vrouw; wanneer hij inderdaad de controle verliest, beschuldigt hij haar ervan een 'hoer'/'overspelige' te zijn (op dezelfde manier dat Jahweh de Israëlieten van 'afgoderij' beschuldigde omdat ze andere goden zoals Baäl vereerden) en bedreigt Gomer met ernstig fysiek en psychologisch geweld, wat volgens verscheidene onderzoekers ook een seksuele component heeft. In de tweede helft beeldt Hosea zich in hoe hij zijn ex-vrouw weer met open armen terug zal aanvaarden alsof er niets was gebeurd en de wereld opnieuw zal worden gemaakt, met taalgebruik dat verwijst naar het scheppingsverhaal in Genesis; een volmaakte verzoening. Volgens Weems (1995) beweert het gedicht dat Hosea 'het ware slachtoffer in het huwelijk' is, namelijk 'een man die tot extreem gedrag wordt gedreven door zijn trouweloze vrouw'. De tekst presenteert op retorische wijze zijn daden alsof ze allemaal haar schuld zijn en probeert het publiek ervan te overtuigen om zich aan de kant van de 'vernederde echtgenoot' te scharen in plaats van de 'mishandelde vrouw'.:116–123
Scholz (2021) richtte haar commentaar op het werkwoord פָּתָה pathah in Hosea 2:14 (2:16 in Hebreeuwse teksten), dat meestal wordt vertaald als 'lokken/verleiden/overhalen/aantrekken' of 'misleiden/voor de gek houden/bedriegen'. Maar in dit vers, evenals in Rechters 14:15 en Rechters 16:5, staat het werkwoord in pi'el, hetgeen kracht of dwang toevoegt; derhalve vertalen sommige Bijbeledities zoals de New Revised Standard Version (NRSV), New International Version (NIV) en International Standard Version (ISV) פָּתָה pathah in deze verzen als 'to coax' (NBV21, BGT, NBG51: 'overhalen, overreden, ervoor zorgen dat iemand iets doet'). Scholz redeneerde dat zowel in deze Rechtersverzen (over Simson en Delila) en in Exodus 22:16 (over voorhuwelijkse seks; onduidelijk of gedwongen of consensueel), פָּתָה pathah naar seks verwijzen en vers 14 dus moet worden vertaald als "Daarom, zie, ik ben degene die seks van haar zal afdwingen.":119–120

#### Nahum 3
Volgens Scholz (2021) beschrijft Nahum 3 hoe de Assyrische hoofdstad Ninive bezwijkt onder een militaire aanval (Beleg van Ninive circa 612 BCE), waarbij huizen worden verwoest door vuur en burgers worden onderworpen aan doodslag met het zwaard, seksuele intimidatie en verkrachting.:233–234 In verzen 3:5–7 lijkt de god Jahweh de stad Ninive (die wordt voorgesteld als een vrouw) te bedreigen met seksueel geweld, zoals Scholz vertaalde:

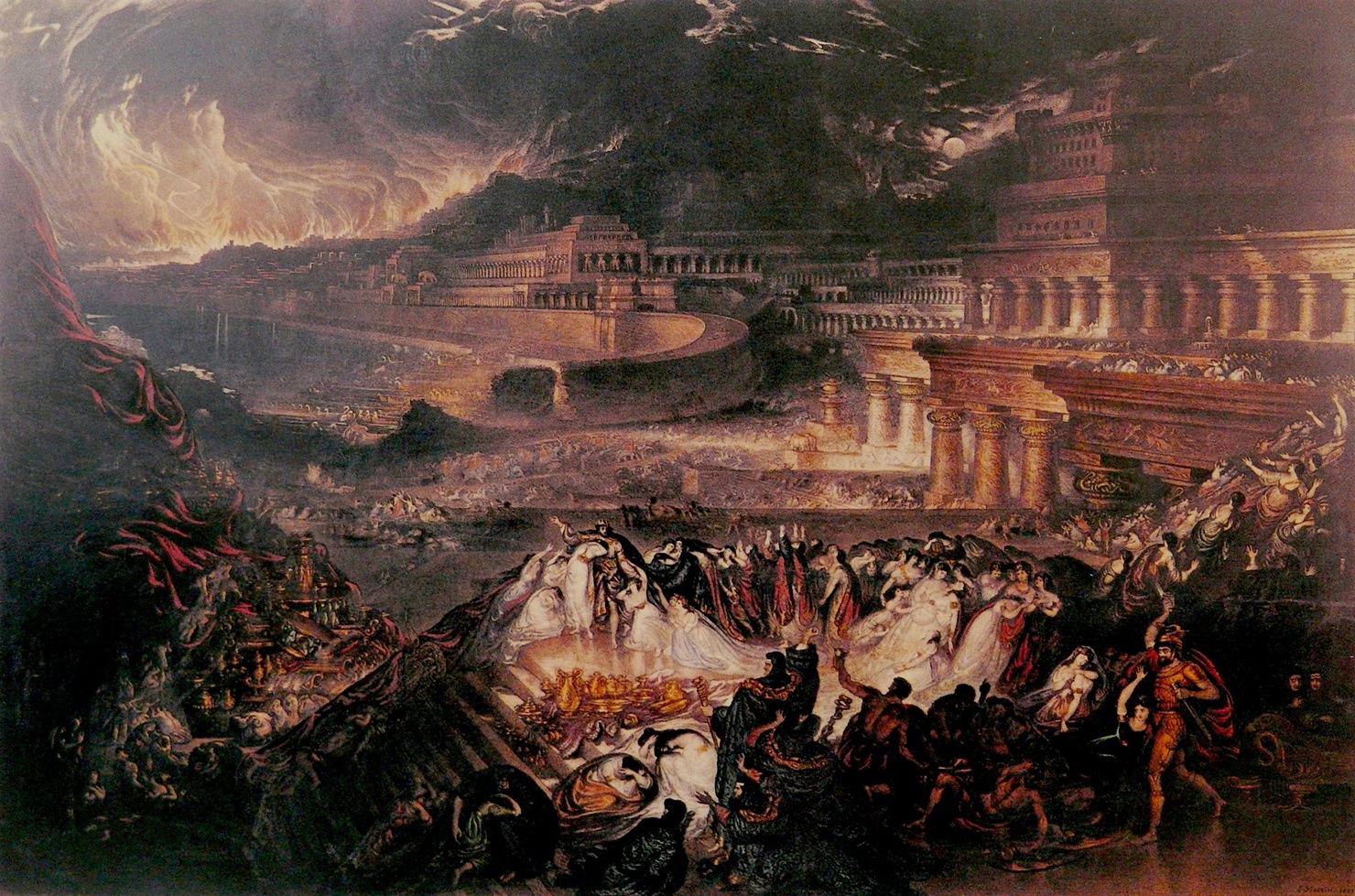
The Fall of Nineveh. John Martin (1829)

Ik ben tegen jou, zegt Jahweh van de legermachten.
Ik zal je rok uittrekken [gālâ] tot over je gezicht.
Ik zal de volken naar je genitaliën [ma'ar] laten kijken,
en koninkrijken naar je schaamte [qālôn].
Ik zal vuil over je heen gooien,
Ik zal je seksueel mishandelen [nibbēl pi'el],
Ik zal je een schouwspel maken.
Dan zal iedereen die jou ziet zich van je afwenden
en ze zullen zeggen:
"Verwoest is Ninive;
wie zal om haar rouwen?"
Waar zal ik troosters voor je zoeken?:233
Ze redeneerde als volgt: 'De zin "Ik zal je seksueel mishandelen" gebruikt het Hebreeuwse werkwoord nābal in pi'el, hetgeen ook voorkomt in verkrachtingsnarratieven zoals Gen 34:7, Rechters 19–21 en 2 Sam 13:12.':233 Bovendien weerspiegelt Nahum 3 andere Hebreeuwse profetische gedichten waarin een stad (waarbij in dit geval Ninive het Nieuw-Assyrische Rijk vertegenwoordigt) die wordt verwoest door een buitenlandse vijand wordt voorgesteld als een seksueel losbandige vrouw die wordt onderworpen aan seksueel geweld en de daardoor veroorzaakte schaamte als een rechtvaardige straf voor haar zonden. Hoewel de Israëlitische god Jahweh geen eerdere relatie met Ninive had waaraan de laatste 'ontrouw' zou kunnen zijn, wordt het gepresenteerd als wraak voor de Assyrische verovering van het noordelijke Koninkrijk Israël (Samaria) en de Assyrische ballingschap in de jaren 730 BCE.:233–234 Scholz, Francisco O. García-Treto en andere wetenschappers merkten op dat dit gedicht waarin God zichzelf presenteert als een verkrachter die een vrouw mishandelt en vernedert om haar te straffen 'uitzonderlijk afschuwelijk is voor moderne lezers' en voegden eraan toe dat 'deze verzen in het boek Nahum als gevaarlijk terrein moeten worden beschouwd'.:234

#### Zacharia 14
Het boek Zacharia schildert de god Jahweh af als de verdediger en beschermer van Jeruzalem, bijvoorbeeld in de verzen 2:9 en 9:8. Peterson (1995) schreef: 'In vers [9:]8 hanteert de auteur het taalgebruik van een legerkamp om de manier te beschrijven waarop Jahweh aanwezig zal zijn in Jeruzalem en tegen alle mogelijke vijandige troepen.' De enige uitzondering is te vinden in het laatste hoofdstuk, Zacharia 14, waarin wordt voorspeld dat Jahweh alle volken zal samenbrengen en ten strijde doen trekken tegen Jeruzalem, dat door een belegering zal worden veroverd en haar vrouwen zullen worden verkracht (14:2). Deze plotselinge wijziging van Jahwehs houding van verdediger tot aanvaller van Jeruzalem heeft onderzoekers voor vraagtekens gesteld. Boda (2004) stelde dat Zacharia 14 zelf geen aanleiding levert voor waarom Jeruzalem aan dit geweld wordt onderworpen, 'maar men moet aannemen dat het verband houdt met wandaden van de mensen binnen de stad.' Foster (2012) zei: 'Mijn redenering is dat, als men het gerechtigheidsdiscours in Zacharia volgt, we de reden voor dit oordeel over Jeruzalem vinden in het hele boek Zacharia'. (...) '[A]ls de mensen er niet in slagen om gerechtigheid te bewerkstelligen, dan zullen de oordelen van JHWH uit het verleden de huidige generatie inhalen, met oorlogen en belegeringen en verkrachting en ballingschap'.

## Gepersonifieerde hoofdsteden bedreigd met verkrachting
Wetenschappers hebben geruime tijd erkend dat in veel van de profetenboeken in de Hebreeuwse Bijbel de Israëlitische god Jahweh zijn oordeel uitspreekt over een hoofdstad (dat als pars pro toto dient voor de staat die zij bestuurt) die wordt gepersonifieerd als een vrouw die verscheidene zonden heeft begaan. Hierdoor is ze een "prostituee" / "hoer" en/of een "overspelige" / "echtbreekster" geworden en dus verdient ze een reeks straffen, waaronder vrijwel altijd onderworpen worden aan verkrachting.:214–235 Dit oordeel en deze straf wordt meestal toepast wanneer de stad wordt onderworpen aan een belegering en wordt veroverd door vreemde soldaten.:214–235 Hoewel deze metafoor, waarin Jahweh een stad vaak aanspreekt alsof het zijn echtgenote of maagdelijke dochter is die hem in de steek heeft gelaten en haar eer heeft verspild, vaak wordt toegepast op Jeruzalem (en eenmalig op Samaria), wordt de metafoor ook toegepast op niet-Israëlitische steden zoals Babylon en Ninive.:214–235 Caroline Vander Stichele (2000) toonde aan dat vergelijkbare patronen bestaan in het verhaal van de "Hoer van Babylon" (waarschijnlijk een personificatie van Rome en bij uitbreiding het Romeinse Rijk) in de Openbaring van Johannes in het Nieuwe Testament (de Griekse Bijbel). Gordon en Washington (1995) merkten op: '[D]e stad als object van geweld is altijd een vrouwelijke Ander, hetgeen de tweederangsstatus van het vrouwelijke versterkt en een pornografische objectificatie van vrouwen vergemakkelijkt door de vrouw neer te zetten als modelslachtoffer.':318 Scholz (2021) beargumenteerde dat deze dreigementen met verkrachting en andere straffen niet alleen dienen als waarschuwing aan alle Israëlieten en Judeeërs of aan vreemde volkeren om in zonden te vervallen om te voorkomen dat ze zullen worden veroordeeld en gestraft, maar met klem aan alle vrouwen. Met name Ezechiël 16 en 23 zenden een dubbel boodschap uit aan niet alleen de Israëlische en Judese samenlevingen in het algemeen om Jahweh niet ontrouw te zijn, maar aan de vrouwen in die samenlevingen om niet hun echtgenoten ontrouw te zijn (met name door seks te hebben met vreemde mannen). Vrouwen die dat toch doen, zullen publiekelijk worden verkracht, vernederd en geëxecuteerd door vreemde soldaten om andere vrouwen af te schrikken om niet echt te breken.:214–235 In diezelfde gedachtegang stelde J.K. Kim (1999) over de Hoer van Babylon: 'De hoermetafoor slaat niet alleen maar op de keizerlijke stad Rome maar ook op vrouwen die seksueel actief zijn in een koloniserende context.' In Nahum 3 lijkt Jahweh zelf persoonlijk te dreigen de stad Ninive te verkrachten in plaats van dat hij vreemde soldaten dit laat doen op zijn bevel of met zijn steun.:233–234 Evenzo is het in Jesaja 3 en Jeremia 13 de Israëlitische god zelf die dreigt de "dochters van Zion" (vrouwen van Jeruzalem/Juda) te verkrachten of aan te randen.:214–218
| Bijbelhoofdstuk | Vrouw, relatie tot Jahweh     | Stad aangesproken   | Staat gepersonifieerd       | Vermeende zonden                                     | Straffen                                         | Bestraffer                          |
| --------------- | ----------------------------- | ------------------- | --------------------------- | ---------------------------------------------------- | ------------------------------------------------ | ----------------------------------- |
| Jesaja 3        | Dochters van Zion             | Jeruzalem           | Koninkrijk Juda             | Arrogantie en trots                                  | Publieke aanranding en schande                   | Jahweh                              |
| Jesaja 13       | (Trots & roem Babyloniërs)    | Babylon             | Nieuw-Babylonische Rijk     | Arrogantie en trots (Babylonische ballingschap?)     | (Kinder)moord, verkrachting, brand               | Vreemde soldaten (met steun Jahweh) |
| Jesaja 23       | Maagdelijke dochter (Sidon)   | Tyrus, Sidon        | Fenicische stadstaten       | Hebzucht, materialisme (rijkdom door handel)         | Verkrachting? Brandstichting                     | Vreemde soldaten (met steun Jahweh) |
| Jesaja 47       | Maagdelijke dochter           | Babylon             | Nieuw-Babylonische Rijk     | Babylonische ballingschap                            | Vergeefs verzet, verkrachting, schande           | Vreemde soldaten (met steun Jahweh) |
| Jeremia 13      | -                             | Jeruzalem           | Koninkrijk Juda             | Arrogantie en trots                                  | Verkrachting, victim-blaming                     | Jahweh                              |
| Klaagliederen 1 | Maagdelijke dochter Zion/Juda | Jeruzalem           | Koninkrijk Juda             | "Zonden", militaire nederlaag (587 BCE)              | Verkrachting? Schande, sacrilège, cultuurmenging | Vreemde soldaten (met steun Jahweh) |
| Klaagliederen 4 | Dochter Edom                  | -                   | Koninkrijk Edom             | "Wandaden" (vazal tot Babylonië 605 BCE?)            | Dronken gevoerd en verkracht                     | Vreemde soldaten / Jahweh           |
| Ezechiël 16     | Echtgenote                    | Jeruzalem           | Koninkrijk Juda             | Overspel, vermenging met vreemde culturen            | Mutilatie, verkrachting, schande, moord, brand   | Vreemde soldaten (met steun Jahweh) |
| Ezechiël 23     | Ohola, echtgenote             | Samaria             | Koninkrijk Israël (Samaria) | Overspel, vermenging met vreemde culturen            | Mutilatie, verkrachting, schande, moord, brand   | Vreemde soldaten (met steun Jahweh) |
| Ezechiël 23     | Oholiba, echtgenote           | Jeruzalem           | Koninkrijk Juda             | Overspel, vermenging met vreemde culturen            | Mutilatie, verkrachting, schande, moord, brand   | Vreemde soldaten (met steun Jahweh) |
| Hosea 2         | Gomer, echtgenote             | -                   | Koninkrijk Israël (Samaria) | Overspel, aanbidding andere goden                    | Uitdroging, cel, diefstal, schande, verkrachting | Hosea / Jahweh                      |
| Nahum 3         | (vijand)                      | Ninive              | Nieuw-Assyrische Rijk       | "Prostitutie en hekserij" (Assyrische ballingschap?) | Verkrachting, schande, achterlating, brand       | Jahweh                              |
| Openbaring 17   | Hoer van Babylon (vijand)     | 'het grote Babylon' | Romeinse Rijk (waarsch.)    | Cultuurvermenging, blasfemie, christenvervolging     | Verkrachting, kannibalisme, brand                | Opstandige volken (met steun God)   |